# Джордж Наджент-Темпл-Ґренвілл, 1-й маркіз Бекінгем
Джордж Наджент-Темпл-Ґренвілл, 1-й маркіз Бекінгем, KG, KP, PC (17 червня 1753 — 11 лютого 1813), відомий як Джордж Ґренвілл до 1779 року та як Ерл Темпл між 1779 і 1784 роками, був британським державним діячем.

## Передісторія та молоді роки
Ґренвілл був старшим сином Джорджа Ґренвілла, прем'єр-міністра Великої Британії, і його дружини, колишньої Елізабет Віндем, дочки сера Вільяма Віндема, 3-го баронета. Він був племінником Річарда Ґренвілла-Темпла, 2-го графа Темпла (старшого брата його батька), і старшим братом Томаса Ґренвілла та Вільяма Ґренвілла (пізніше 1-го барона Ґренвілла, а також прем'єр-міністра Великої Британії). У 1764 році він був призначений казначеєм. Він здобув освіту в Ітонському коледжі з 1764 по 1770 рік і вступив до Крайст-Черча в Оксфорді в 1770 році. У 1774 році він здійснив велику подорож Італією та Австрією. У 1775 році він одружився з Мері Наджент, донькою Роберта Наджента, 1-го віконта Клер, і наступного року його тесть, лорд Клер, був названий графом Наджентом, з особливим правом успадкування (за відсутності його власних спадкоємців чоловічої статі, яких він не мав) для свого нового зятя.

## Політична кар'єра

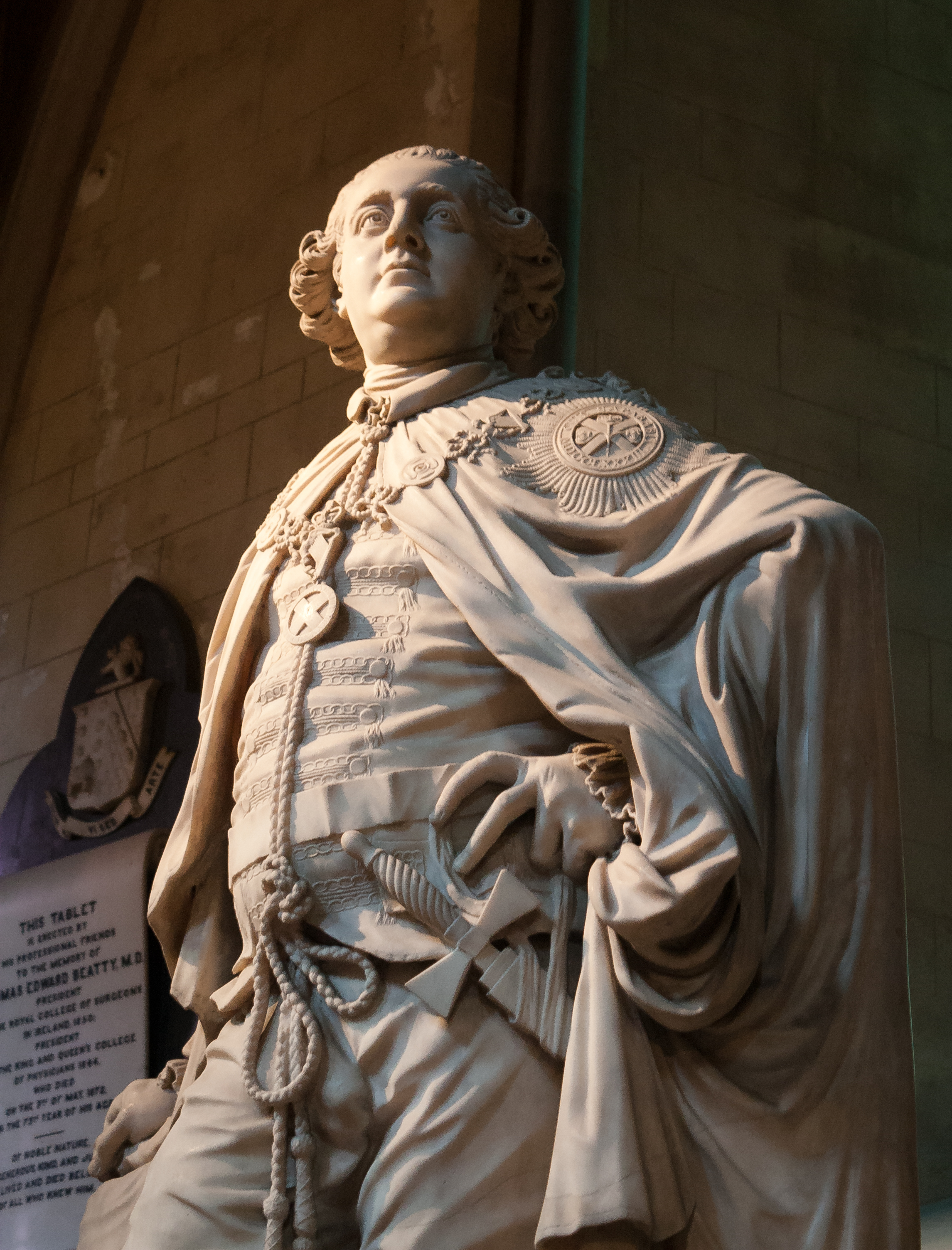
Статуя, створена Едвардом Смітом у 1783 році, на якій зображено Ґренвілла в мантії кавалера ордена Святого Патрика

На загальних виборах 1774 року Ґренвілл став членом парламенту від Бекінгемшира. У палаті громад він став завзятим критиком американської політики лорда Норта. У вересні 1779 року він змінив свого дядька на посаді 3-го графа Темпла і перейшов до Палати лордів.
Ставши лордом Темплом він також взяв додаткові прізвища Наджент і Темпл згідно з королівським ордером, виданим 4 грудня, утворивши складене прізвище Наджент-Темпл-Ґренвілл. У 1782 році Темпл був призначений лордом-лейтенантом Бекінгемшира, а в липні 1782 року він став членом Таємної ради та лордом-лейтенантом Ірландії в міністерстві лорда Шелберна. Він зіграв важливу роль у прийнятті Закону про зречення 1783 року, який доповнював законодавчу незалежність, надану Ірландії в 1782 році. Як лорд-лейтенант Ірландії та за королівським ордером він створив орден Святого Патрика в лютому 1783 року, ставши його першим великим магістром. Він залишив Ірландію в 1783 році і знову звернув увагу на англійську політику. Він користувався довірою короля Георга III, і, виступивши проти законопроекту Фокса про Ост-Індію, отримав королівську згоду сказати, що «хто б не проголосував за законопроект про Індію, не тільки перестане бути його другом, але й вважатиметься для нього ворогом», і це повідомлення забезпечило відхилення закону. Він був призначений державним секретарем, коли Пітт молодший (його двоюрідний брат) сформував своє міністерство в грудні 1783 року, але пішов у відставку вже через три дні.  Це був найкоротший термін повноважень кабінету в історії, аже до випадку з кабінетом Мішель Донелан у 2022 році.
У грудні 1784 року лордові Темплу був наданий титул маркіза Бекінгемського. У листопаді 1787 року його знову призначили лордом-лейтенантом Ірландії, цього разу під керівництвом Пітта, але його друге перебування на цій посаді виявилося менш успішним, ніж перше. Ґраттан засудив його за марнотратство; палати парламенту Ірландії критикували його за відмову передати до Англії звернення, яке закликало принца Уельського прийняти регентство; і він міг зберегти свою позицію, лише вдавшись до підкупу у великих розмірах. Коли його тесть помер у 1788 році, Бекінгем змінив його як 2-й граф Наджент. Однак, оскільки він уже мав маркізат, він ніколи не був відомий під цим титулом. (Однак його дружина стала баронесою Наджент у 1800 році, з особливим правом успадкування для їхнього другого сина, лорда Джорджа Наджент-Ґренвілла). Ставши дуже непопулярним, він пішов у відставку у вересні 1789 року.

## Пізні роки
Згодом Бекінгем брав дуже мало участі в політиці, хоча висловлювався на користь Акту про Унію 1800 року. Його дружина померла в 1812 році, а він помер 11 лютого 1813 року у своїй резиденції, Стоу в Бекінгемширі. Він був похований у своєму родовому маєтку Воттон. Він залишив двох синів: Річарда, графа Темпла (який змінив його на посаді 2-го маркіза Бекінгема, а пізніше став герцогом Бекінгема і Чандоса) і Джорджа, 2-го барона Наджента (який успадкував цей титул від своєї матері після її смерті).